# フォンディエン県 (カントー)
フォンディエン県（フォンディエンけん、ベトナム語：Huyện Phong Điền / 縣豊田）は、ベトナム社会主義共和国のカントー市に存在する県。面積は119.48 km²、人口は123,136人（2016年）である。

## 行政
フォンディエン県は1市鎮6社を管轄している。
- フォンディエン市鎮（Phong Điền / 豊田）
- ニョンアイ社（Nhơn Ái / 仁愛）
- ニョンギア社（Nhơn Nghĩa / 仁義）
- タントイ社（Tân Thới / 新泰）
- ザイスアン社（Giai Xuân / 佳春）
- ミーカイン社（Mỹ Khánh / 美慶）
- チュオンロン社（Trường Long / 長隆）